# Purpuricenus caputorubens
Purpuricenus caputorubens är en skalbaggsart som beskrevs av Yu 1935. Purpuricenus caputorubens ingår i släktet Purpuricenus och familjen långhorningar. Inga underarter finns listade i Catalogue of Life.